# ليستير جونسون
ليستير جونسون (بالإنجليزية: Lester Johnson)‏ هو محامي وسياسي أمريكي، ولد في 16 يونيو 1901 في براندون في الولايات المتحدة، وتوفي في 24 يوليو 1975 في أوغستا في الولايات المتحدة. حزبياً، نشط في الحزب الديمقراطي. وقد انتخب عضو مجلس النواب الأمريكي.